# Storthyngura elegans
Storthyngura elegans är en kräftdjursart som beskrevs av Ernst Vanhöffen 1914. Storthyngura elegans ingår i släktet Storthyngura och familjen Munnopsidae. Inga underarter finns listade i Catalogue of Life.